# Sacculina captiva
Sacculina captiva is een krabbezakjessoort uit de familie van de Sacculinidae. De wetenschappelijke naam van de soort is voor het eerst geldig gepubliceerd in 1872 door Kossmann.